# Alpioniscus kratochvili
Alpioniscus kratochvili là một loài chân đều trong họ Trichoniscidae. Loài này được Frankenberger miêu tả khoa học năm 1938.